# Präsidentschaftswahl auf den Seychellen 2015
Die Präsidentschaftswahl auf den Seychellen 2015 fand zwischen dem 3. und 5. Dezember 2015 statt. Nachdem im ersten Wahlgang keiner der Kandidaten die absolute Mehrheit erlangen konnte, wurde vom 16. bis 18. Dezember eine Stichwahl zwischen dem amtierenden Präsidenten James Alix Michel und dem langjährigen Oppositionsführer Wavel Ramkalawan durchgeführt. Michel gewann diesen zweiten Wahlgang mit 50,15 Prozent der gültigen Stimmen.

## Hintergrund
Gemäß Artikel 52 der Verfassung wird der Präsident der Seychellen für eine Amtszeit von fünf Jahren gewählt. Bei der Wahl 2011 konnte Amtsinhaber Michel im ersten Wahlgang 55,46 Prozent aller gültigen Stimmen auf sich vereinen. Am 1. Oktober 2015 erklärte Michel, vorzeitige Präsidentschaftswahlen durchführen zu wollen. Zunächst sollte die Wahl vom 19. bis 21. November stattfinden. Kurz nach der Bekanntgabe wurde der Termin jedoch auf den Zeitraum vom 3. bis 5. Dezember verschoben, um den Parteien mehr Vorbereitungszeit zu ermöglichen.

## Kandidaten
Über die Zulassung der Kandidaten wurde am 11. November 2015 entschieden. Jeder Bewerber musste 500 Unterstützer und einen Betrag von 15.000 Rupien vorweisen.
Folgende sechs Kandidaten wurden zur Wahl zugelassen:
- James Alix Michel (Volkspartei) ist seit 2004 amtierender Präsident und stellt sich für eine dritte Amtszeit zur Wahl.
- Wavel Ramkalawan (Seychelles National Party), gehört seit Anfang der 90er der seychellischen Opposition an, darunter von 1998 bis 2011 als Oppositionsführer. Es ist seine fünfte Kandidatur um das Präsidentenamt.[5]
- Patrick Pillay (Lalyans Seselwa), war Mitglied der Volkspartei und hatte seit den 1990ern verschiedene Minister- und Botschafterposten inne. Zusammen mit anderen ehemaligen Regierungsmitgliedern gründete er im Mai 2015 seine eigene Partei, da seiner Ansicht nach die Seycheller keine Vertrauen mehr in die aktuelle Regierung besäßen.[4]
- David Pierre (Popular Democratic Movement), ist Vorsitzender seiner Partei und derzeitiger Oppositionsführer in der Nationalversammlung.
- Alexcia Amesbury (Seychelles Party for Social Justice and Democracy) tritt als erste Frau bei einer Präsidentschaftswahl an.
- Philippe Boullé, Anwalt, tritt zum vierten Mal in Folge als unabhängiger Kandidat an.[2]

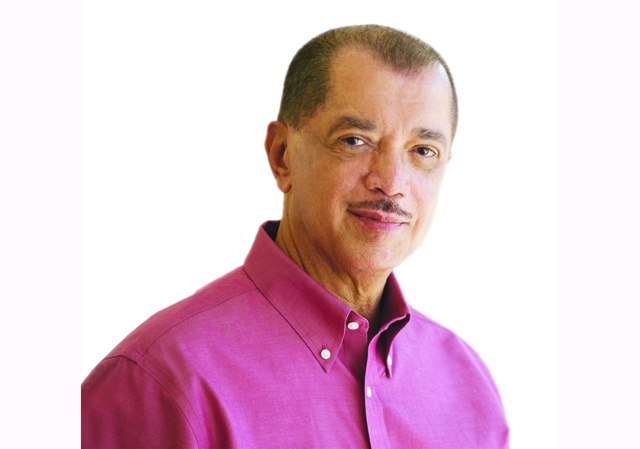
James Michel
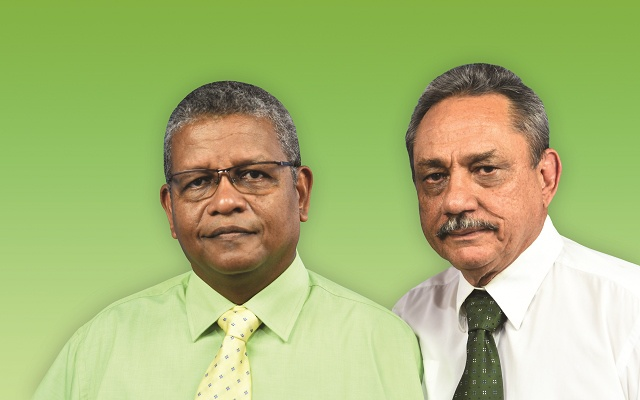
Wavel Ramkalawan (links)
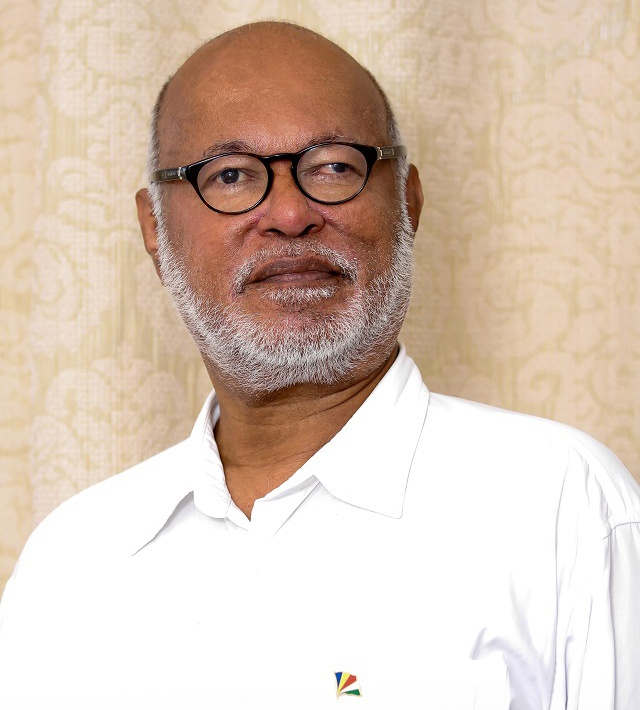
Patrick Pillay
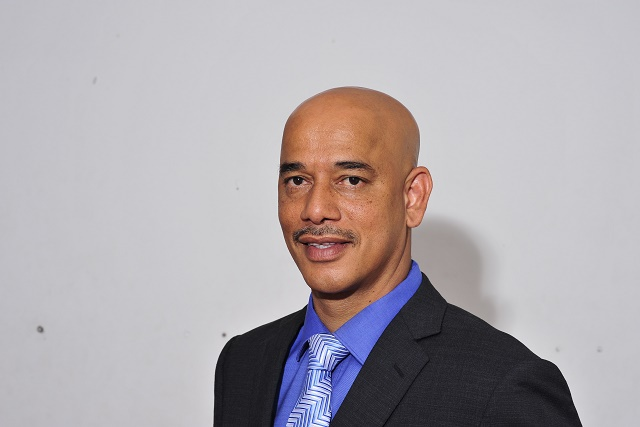
David Pierre
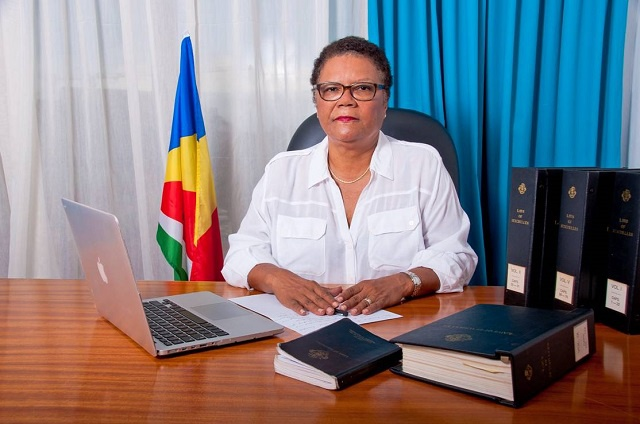
Alexcia Amesbury
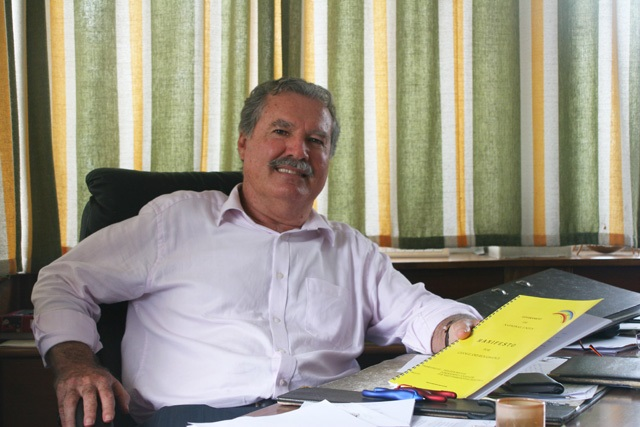
Philippe Boullé

## Ergebnis
Von 70.943 registrierten Wählern gaben 62.004 ihre Stimme ab. Dies entspricht einer im Vergleich zu 2011 leicht gestiegenen Wahlbeteiligung von 87,4 Prozent.
Der zweite Wahlgang wurde in Form einer Stichwahl zwischen den beiden Kandidaten mit den meisten Stimmen im ersten Wahlgang vom 16. bis 18. Dezember durchgeführt. Ramkalawan wurde hierbei von den unterlegenen Kandidaten Pillay, Amesbury und Boule unterstützt. Michel gewann die Wahl mit 50,15 Prozent der gültigen Stimmen. Die Wahlbeteiligung sank im Vergleich zum ersten Wahlgang leicht um 0,6 Prozentpunkte auf 86,8 Prozent. Während der wiedergewählte Präsident Michel die Wahl als Reifeprüfung der seychellischen Demokratie ansah, sprach Herausforderer Ramkalawan nach der Stichwahl von verschiedenen Unregelmäßigkeiten und forderte eine Neuauszählung der Stimmen. Bereits zwei Tage nach der Wahl, am 20. Dezember, wurde Präsident Michel für seine dritte Amtszeit vereidigt.
| Kandidaten                   | Parteien                                          | 1. Wahlgang | 1. Wahlgang | 2. Wahlgang | 2. Wahlgang |
| Kandidaten                   | Parteien                                          | Stimmen     | %           | Stimmen     | %           |
| ---------------------------- | ------------------------------------------------- | ----------- | ----------- | ----------- | ----------- |
| James Michel                 | United Seychelles                                 | 28.911      | 47,8        | 31.512      | 50,2        |
| Wavel Ramkalawan             | Seychelles National Party                         | 21.391      | 35,3        | 31.319      | 49,8        |
| Patrick Pillay               | Seychellois Alliance                              | 8.593       | 14,2        |             |             |
| Alexcia Amesbury             | Seychelles Party for Social Justice and Democracy | 832         | 1,4         |             |             |
| Philippe Boullé              | Unabhängig                                        | 411         | 0,7         |             |             |
| David Pierre                 | Popular Democratic Movement                       | 400         | 0,7         |             |             |
| Gesamt                       | Gesamt                                            | 60.538      | 100         | 62.831      | 100         |
|                              |                                                   |             |             |             |             |
| Ungültige Stimmen            | Ungültige Stimmen                                 | 1.466       | 2,4         | 1.062       | 1,7         |
| Wähler                       | Wähler                                            | 62.004      | 87,4        | 63.893      | 90,1        |
| Wahlberechtigte              | Wahlberechtigte                                   | 70.943      |             | 70.943      |             |
|                              |                                                   |             |             |             |             |
| Quelle: Electoral commission |                                                   |             |             |             |             |

## Wahlbeobachter
Der Ablauf der Wahlen wurde von Beobachtern des Commonwealth, der Afrikanischen Union, der Südafrikanischen Entwicklungsgemeinschaft (SADC) und der Commission de l’Océan Indien verfolgt. In einem Statement der SADC Electoral Observation Mission vom 7. Dezember wird der Wahlkampf als ruhig und friedvoll und die Wahl als geordnet bezeichnet. Bemängelt wurden jedoch die langen Wartezeiten vor den Wahllokalen.